# Egon Ewald Pribram
Egon Ewald Pribram (auch Přibram; * 10. Juli 1885 in Prag; † Juli 1963 in den USA) war ein österreichischer Arzt. Er war Mitglied der Medizinerfamilie Pribram.
Přibram studierte Medizin in Wien. Nach der Promotion war er 1912/1913 Operateur in der Universitätsklinik er Universität Wien. Danach ging er nach Gießen, wo er sich 1923 habilitierte und als Professor für Gynäkologie tätig war. 1933 wurde ihm wegen seiner jüdischen Herkunft die Lehrbefugnis entzogen. Dies zwang ihn schließlich 1938 zur Emigration, die ihn über Prag, Shanghai und Washington, D.C. nach Cleveland führte.

## Werke
- Über partielle traumatische Transplantation von Fingernägeln. In: Archiv für Dermatologie und Syphilis, Band 112, Juni 1912, S. 657–660
- Ueber die Bedeutung der Milz in dem an malignem Tumor erkrankten Organismus und die Beeinflussung von Tumoren durch Milzbrei. In: Clinical and Experimental Medicine, Band 12, Januar 1913, S. 295–302
- Zur Frage des Cholesterinstoffwechsels während der Schwangerschaft und im Wochenbett (= Archiv für Gynäkologie, Band 119), Berlin (Habilitationsschrift Gießen) 1923